# Bundesamt für Informationsmanagement und Informationstechnik der Bundeswehr

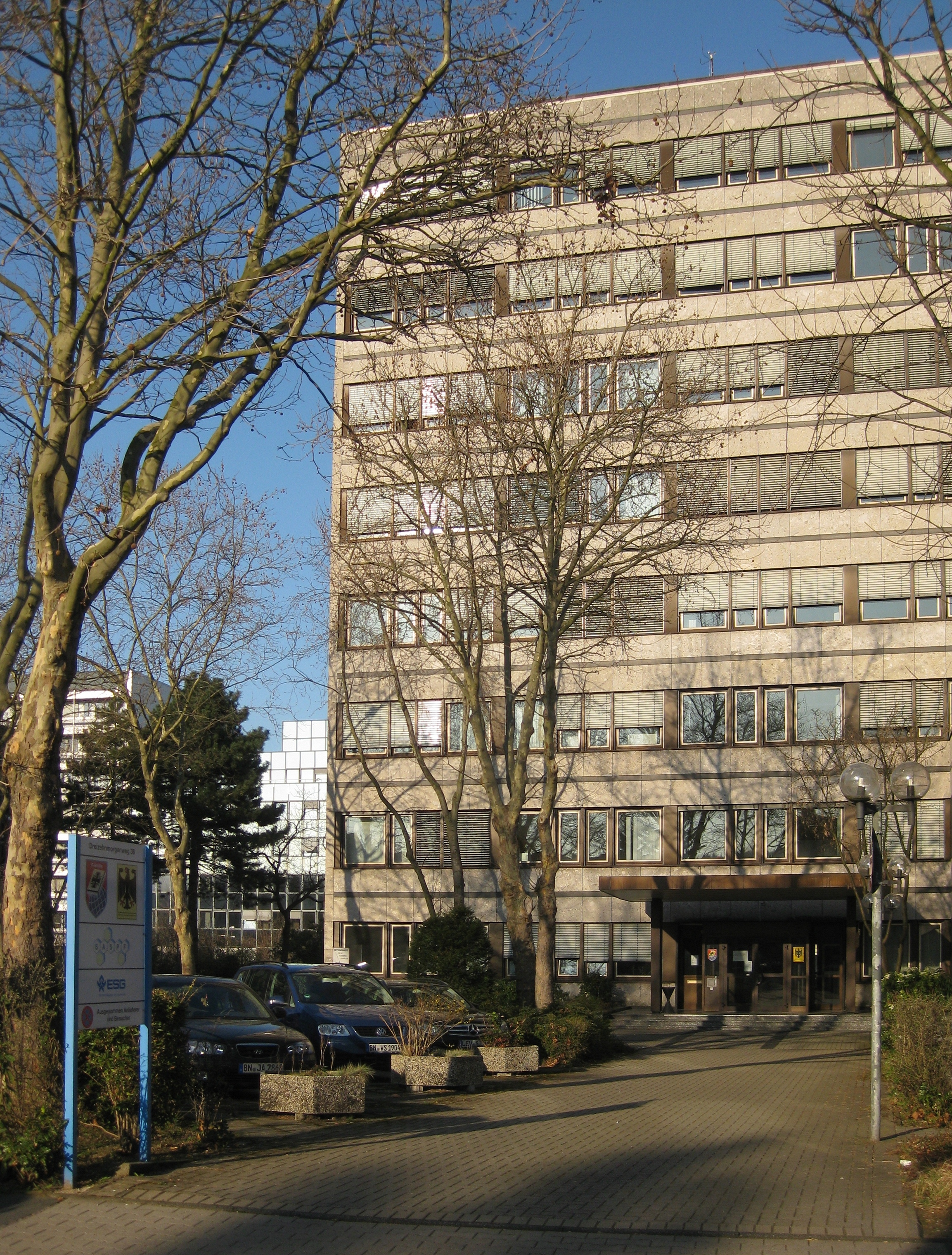
Standort Bonn des IT-AmtBw (März 2012)

Das Bundesamt für Informationsmanagement und Informationstechnik der Bundeswehr (IT-AmtBw) war eine Bundesoberbehörde (Bundeswehrverwaltung) im Organisationsbereich Rüstung mit Hauptsitz in Koblenz.
Aufgabe des Amtes war es, Streitkräfte und Wehrverwaltung mit aufgabengerechten, modernen und wirtschaftlichen IT-Verfahren und IT-Systemen auszustatten. 
Das Amt war eine Ausgründung aus dem Bundesamt für Wehrtechnik und Beschaffung sowie einigen militärischen Ämtern (z. B. Amt für Fernmelde- und Informationssysteme der Bundeswehr). Sein Hauptsitz befand sich in Koblenz-Rauental.
Das Amt unterstand in fachlicher, organisatorischer und personeller Hinsicht der Abteilung Modernisierung des Bundesministeriums der Verteidigung.
Zum 30. September 2012 wurde das Amt aufgelöst, die Aufgaben gingen auf das neue Bundesamt für Ausrüstung, Informationstechnik und Nutzung der Bundeswehr (BAAINBw) sowie auf das ebenfalls neu aufgestellte Betriebszentrum IT-System der Bundeswehr über. Die weiteren Angaben beziehen sich auf den Stand vor der Auflösung.

## Das Amt

### Aufgaben
Die Struktur des Amtes orientierte sich an seinem Aufgabenspektrum. Sie war darauf ausgerichtet, die Verfahrensbestimmungen für die Bedarfsermittlung und Bedarfsdeckung in der Bundeswehr (Customer Product Management) effektiv umzusetzen. Die querschnittlichen Aufgaben Informationsmanagement, Konzeption, Vertrag, Haushalt und Wirtschaftlichkeit wurden so eng mit den Aufgaben der Projektierung, der Einführung und des Nutzungsmanagements verzahnt.

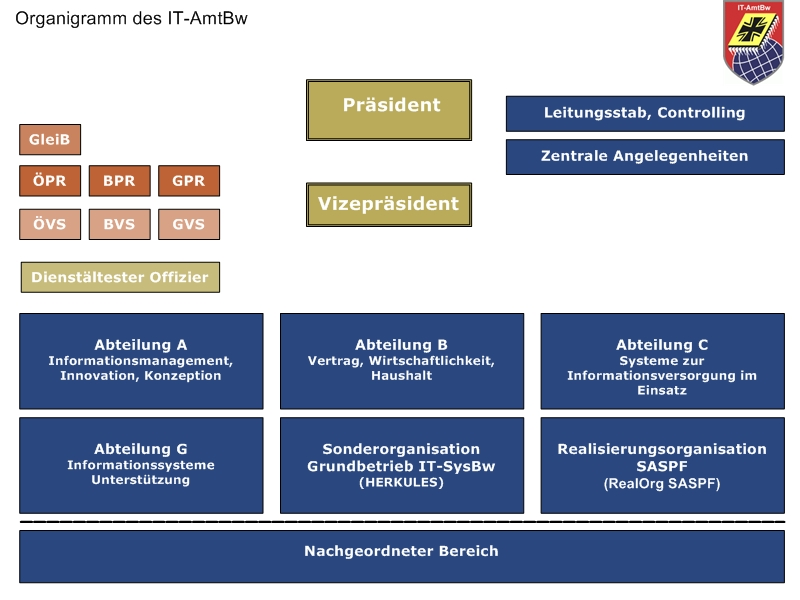
Organigramm IT-AmtBw

### Leitung
Das Amt wurde von einem zivilen Präsidenten geleitet, ein militärischer Vizepräsident vertritt ihn. Die Leitung des Amtes wurde unmittelbar durch den Leitungsstab/Controlling sowie die Zentrale Unterstützung bei der Wahrnehmung administrativer Aufgaben unterstützt. 

### Nachgeordnete Behörde
Dem Amt nachgeordnet war das Zentrum für Informationstechnik der Bundeswehr (IT-ZentrumBw). Das IT-ZentrumBw nahm Aufgaben der IT-Sicherheit, der Systemintegration, der Projektunterstützung sowie der konkreten IT-Unterstützung für den Einsatz wahr. Zusätzlich war der Stab Feldversuch Führungsinformationssystem Heer als temporäres Organisationselement des IT-ZentrumBw eingerichtet. Er koordinierte und steuert die Vorbereitung, Durchführung und Nachbereitung von Feldversuchen und Einsatzprüfungen für das Führungsinformationssystem Heer.

## Die Abteilungen

### Abteilung A
Die Abteilung A bildete den konzeptionellen Kern des Amtes . Die Aufgaben umfassten Informationsmanagement, Interoperabilität sowie die Festlegung von Standards und Sicherheitsarchitekturen. Ziel war es, die Streitkräfte so auszustatten, dass sie im Verbund Aufklärung – Führung – Wirkung zur Vernetzten Operationsführung befähigt wurden.

### Abteilung B
Die Abteilung B war für die vertragliche Umsetzung der Projekte des Amtes zuständig. Sie sicherte, z. B. durch Preisprüfung, die Wirtschaftlichkeit der Beschaffung und führte die Planung, Bewirtschaftung und Abrechnung der Haushaltsmittel durch.

### Abteilung C
Die Abteilung C war für die Projektrealisierung und das Nutzungsmanagement der Systeme zur Informationsversorgung im Einsatz verantwortlich. Hierzu gehörten die Informationssysteme zur Führungsunterstützung und die Kommunikationsplattform Einsatz mit u. a. Funkkommunikationssystemen, Data Link Systemen, Satellitenkommunikationssystemen sowie verlegefähigen Netzen.

### Sonderorganisation „Grundbetrieb IT-SystemBw“ (HERKULES)
Die Organisationseinheit bearbeitete das auftraggeberseitige Projektmanagement und -controlling HERKULES.

### Abteilung G
Die Aufgaben „Informationssysteme Unterstützung“ der Abteilung G umfassten die Steuerung der Softwarepflege und -änderung der bestehenden Fachinformationssysteme der Bundeswehr (Systeme in Nutzung) sowie Nutzungs- und Produktmanagement für die aus der Realisierung von SASPF (Standard-Anwendungs-Software-Produkt-Familien) übernommenen Anteile.

### Realisierungsorganisation SASPF
Die Realisierungsorganisation SASPF – ein temporäres Organisationselement – war verantwortlich für die Realisierung von SASPF in der Bundeswehr. Mit Einführung von SASPF für administrative und logistische Aufgaben wurden die bisherigen Systeme in Nutzung so weit wie möglich durch eine SAP R/3-basierte Lösung schrittweise abgelöst.